# Перегони на дно

Перегони на дно

«Перегони на дно» (англ. Race to the bottom) — скасування обмежень і зниження стандартів державного регулювання у результаті міжнаціональної або міжрегіональної конкуренції, наприклад за інвестиції. 
Міжнародні інвестори юридично перебувають у підлеглому положенні відносно держави на її території, але завдяки свободі руху капіталів можуть не тільки обирати найбільш зручну для інвестицій країну, але й нав’язувати державам вигідну для себе політику. Держави, залежні від іноземних інвестицій, вступають у конкуренцію за залучення грошових потоків міжнародних інвесторів. Виграють у цій конкуренції ті країни, які пропонують більш комфортні умови для розміщення капіталу. Ці умови укладаються у концепцію скорочення соціальних витрат. Тобто, чим дешевша праця працівника у тій або іншій країні, тим вигідніше там здійснювати виробництво. У підсумку між державами, які розвиваються, починається змагання з максимального зниження соціальних норм та мінімального контролю над їх виконанням.

## Історія
Термін «перегони на дно» був вперше використаний Луїсом Брандейсом, суддею Верховного суду США у справі 1933 р., коли окремі штати намагалися стати більш привабливими для створення корпорацій. Схожі процеси відбувалися наприкінці XIX ст. у Європі, де законодавство про акціонерні товариства швидко лібералізувалось. Різні країни приймали все більш ліберальні закони, щоб зберегти конкурентоспроможність місцевих підприємств. У період, який почався з розпаду європейських колоніальних імперій (кінець 1940-х рр.), в еволюції поглядів на економічний розвиток під впливом моделі Харрода-Домара, серед економістів широко поширилося переконання, що головною перешкодою для економічного росту молодих незалежних держав є так  званий інвестиційний розрив. Ці економісти виходили із припущення, що країнам, які розвиваються, подібні розвиненим, просто їм бракує капіталу. Як вказує Ф. Фукуяма, стратегії розвитку, запропоновані США або міжнародними інститутами, наприклад, Світовим банком, ставлять в основу великі інфраструктурні та інвестиційні проекти, здійснення яких повинні забезпечувати існуючі уряди.
У 1993 р. Мексика підписала Північноамериканську угоду з вільної торгівлі (NAFTA) зі Сполученими Штатами та Канадою. Протягом семи років у країні на кордоні зі США виникло 3500 заводів, які виробляли все – від меблів до одягу і телевізорів, на яких було створено 1,4 мільйони нових робочих місць, головним чином на конвеєрних лініях для робітників з усією Мексики. Але наприкінці 1990-х років Китай вступив у конкурентні перегони, заманюючи американські компанії низькими витратами на оплату праці. У результаті близько 250000-300000 мексиканських робочих місць перекочували за маршрутом за Тихий океан. Е. Тоффлер наводить розповідь про менеджера фірми з виробництва телефонних аксесуарів, якому було наказано конкурувати за одержання кожного замовлення нарівні з іншими. Але менеджер платив своїм працівникам у середньому 2,20 долари на годину (включаючи преміальні), а повинен був суперничати з китайськими виробниками, чиї працівники одержували у середньому тільки по 60 центів.

## Приклади
У 2016 році у Франції з метою створення більш конкурентоспроможної економіки був прийнятий новий Трудовий кодекс, який суттєво зменшив соціальні стандарти для працюючого населення (збільшення максимальної тривалості робочого тижня з 35 годин на 46 годин; полегшення процедури звільнення працівників, зниження оплати надурочних робіт).
23 липня 2019 року Президент України Володимир Зеленський виклав відео-звернення до інвесторів, в якому вказав на необхідність дерегуляції виробництва, спрощення правил, звільнення працівників, які не відповідають умовам ринку праці. Президент України вказав, що інвестори, вкладаючи капітал в Україну, отримують задоволення від цих інвестицій, матимуть повну свободу на ринку праці та отримують підтримку від нового технократичного уряду України. По суті, це звернення було офіційним визнанням включення України до "перегонів на дно". 

## Критика

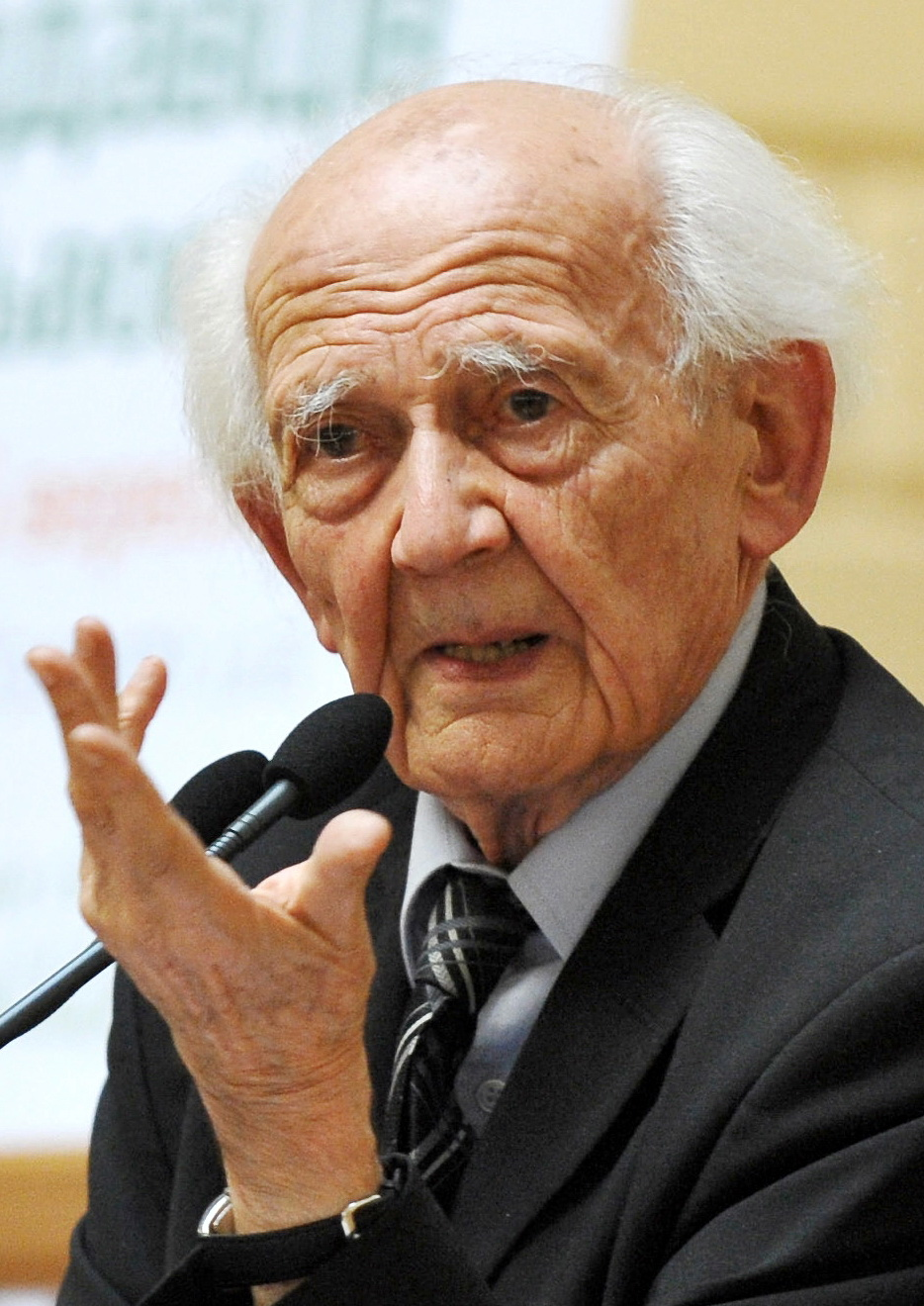
Зигмунт Бауман

Англійській соціолог Зигмунт Бауман пише, що глобальні інвестори, бажаючи скоротити очікувані збитки, упаковують речі та переводять свої активи, доручаючи місцевій владі розчищати руїни та витягати жертви із ще більшої бідності, а якщо громадяни зажадають від своїх керівників відновити колишні правила пристойності та норми справедливості, уряди більшості країн змушені будуть заявити, що не можуть нічого зробити, тому що побоюються «відлякати інвесторів», тим самим поставивши під загрозу ріст валового національного продукту і, відповідно, благополуччя як країни, так і всіх її громадян. З. Бауман наводить історичну аналогію, яка полягає у тому, що нова свобода капіталу змушує згадати колишніх лендлордів, які здавали свої землі в оренду та які прославились волаючою зневагою до потреб населення, яке їх годувало. «Зняття вершків» у вигляді «прибавочного продукту» із належних їм земель – от усе, що цікавило цих поміщиків. Однак на відміну від лендлордів, які не жили на своїй землі, сучасні інвестори у силу мобільності їх ліквідних засобів не наштовхуються на твердий опір їх влади. Єдиними обмеженнями, які вони відчули б і прийняли до виконання, можуть стати адміністративно встановлювані перешкоди для переміщення грошей. Як продовжує З. Бауман, глобальний характер свободи вибору інвесторів, протиставлюваний лише місцевому характеру обмеженої свободи вибору трудящих, і забезпечує цю асиметрію, що, у свою чергу, перетворюється в основу панування перших над останніми – «верхівка» нової піраміди екстериторіальна: більше низькі її щаблі в різному ступені піддаються просторовим обмеженням.

## Наслідки
Дослідження Ніти Рудрі з Пітсбурзькому університету (США, штат Пенсільванія) показало, що в країнах, що розвиваються, таких як Індія, Бразилія та Південна Корея, «перегони на дно» протікають інакше, ніж у розвинених країнах. У країнах, що розвиваються, від зняття обмежень страждає, насамперед, середній клас (внаслідок втрати своїх переваг), а не найбідніші верстви населення.